# Talamo
Il talamo è una struttura del sistema nervoso centrale, più precisamente del diencefalo, posto bilateralmente ai margini laterali del terzo ventricolo.

## Anatomia del talamo
Il talamo è visibile nella fessura interemisferica asportando il corpo calloso e il fornice.
Possiamo descrivere 4 facce del talamo: 
- la faccia superiore delimitata dalla stria terminale del talamo e il solco opto-striato formazioni che lo separano dal nucleo caudato, dal fornice e dal pavimento della cella media del ventricolo laterale;
- la faccia mediale costituisce la parete laterale del terzo ventricolo;
- la faccia inferiore è in rapporto con l'ipotalamo tramite interposizione del solco ipotalamico (di Monro);
- la faccia laterale è separata tramite la capsula interna (braccio posteriore) dal nucleo lenticolare;

Il polo anteriore del talamo in rapporto con il fornice delimita il foro interventricolare di Monro, che collega il terzo ventricolo con il corno frontale di ciascun ventricolo laterale, Il polo posteriore si prolunga in basso sotto il crocicchio del ventricolo laterale formando il nucleo genicolato mediale e il nucleo genicolato laterale.

## Struttura
Macroscopicamente è definibile come un ovoide, orientato in senso medio-laterale dall'anteriore al posteriore, lungo circa 4 cm, largo 1.5 cm e alto 2.5 cm. Il talamo è un ammasso di sostanza grigia, con sostanza bianca nello strato zonale che ne riveste la superficie superiore e nelle lamine midollari interna ed esterna. La lamina midollare interna si biforca anteriormente a Y, e divide il talamo principalmente in nuclei anteriori (compresi nella biforcazione), nuclei mediali e nuclei laterali. I nuclei laterali vengono distinti in dorsali e ventrali. Inoltre vi sono i nuclei intralaminari nello spessore della lamina midollare interna, di cui il più grande è il nucleo centro-mediano (CM), il nucleo reticolare posto lungo la superficie laterale del talamo e i nuclei della linea mediana del talamo posti sulla superficie mediale dello stesso. La lamina midollare esterna separa il nucleo reticolare dal resto della sostanza grigia talamica.

### Nuclei talamici anteriori
I nuclei talamici anteriori sono compresi all'interno della biforcazione della Y della lamina midollare interna del talamo, inferiormente al tubercolo talamico anteriore. Si distinguono il nucleo antero-dorsale e il nucleo antero-mediale. Le afferenze principali ai nuclei talamici anteriori sono costituite dal tratto mammillotalamico. Il corpo mammillare mediale proietta al nucleo anteromediale e il nucleo mammillare laterale proietta al nucleo antero-dorsale. Oltre al tratto mammillotalamico questi nuclei ricevono afferenze colinergiche dal tronco encefalico. Le efferenze sono costituite da fibre che proiettano al giro paraippocampico (parte del sistema limbico), al giro del cingolo e alla corteccia limbica anteriore. Come per tutte le proiezioni talamocorticali, esistono parimenti proiezioni corticotalamiche reciproche. Si ritiene che questi nuclei siano coinvolti nell'acquisizione della memoria e nella regolazione dello stato d'allerta.

### Nuclei talamici mediali
I nuclei talamici mediali sono costituiti dal nucleo mediodorsale e da altri sei nuclei collocati sulla linea mediana, i quali ricevono afferenze dal tronco cerebrale e proiettano diffusamente verso la corteccia cerebrale, l'amigdala e nuclei della base. Il nucleo mediodorsale collocato tra i nuclei della linea mediana e la lamina midollare interna, forma gran parte della porzione mediale del talamo. Il nucleo dorsomediale (MD) è diviso a sua volta in una parte mediale a grandi cellule (magnocellulare) e una parte dorsolaterale a piccole cellule (parvocellulare), più una parte aderente alla lamina midollare interna (paralaminare). La porzione magnocellulare riceve afferenze olfattive dalla corteccia piriforme e dall'amigdala; le sue proiezioni sono dirette al lobo frontale e alla corteccia prefrontale, in particolare a quelle strutture coinvolte nella percezione olfattiva, altre raggiungono il giro del cingolo e l'insula. La componente parvocellulare, più rappresentata in questo nucleo e collocata posteriormente, è connessa alla corteccia prefrontale, con il giro del cingolo e con la corteccia motoria supplementare.  Le sue fibre efferenti si portano alla corteccia parietale posteriore. Il nucleo mediodorsale paralaminare si ritiene abbia un ruolo nel movimento oculare e nella percezione del dolore.

### Nuclei talamici laterali
Il nucleo laterale dorsale (LD) riceve afferenze dal pretetto e dal collicolo superiore. Esso è connesso con le cortecce cingolata, retrosplenica e paraippocampale posteriore, con la corteccia parietale e con il presubiculum della formazione ippocampale.
Il nucleo laterale posteriore (LP) si trova in continuità con il nucleo LD, dorsalmente al nucleo ventrale posteriore. Si connette reciprocamente con il lobo parietale superiore e le sue afferenze sottocorticali derivano dal collicolo superiore.
Il nucleo caudale, o pulvinar - guanciale in latino, è il maggiore dei nuclei talamici, si trova tra il nucleo genicolato laterale e il nucleo genicolato mediale e rappresenta la stazione di collegamento per la via visiva extragenicolata.
Il nucleo ventrale anteriore (VA) riceve gli impulsi dall'area motoria soppressoria (4s) tramite il globus pallidus che riceve fibre dal corpo striato; è connesso anche con il putamen da fibre per l'area motrice primaria e secondaria (aree 4 e 6) con funzione soppressoria.
Il nucleo ventrale laterale (VL) connette la corteccia cerebellare con la corteccia cerebrale tramite le fibre cerebello-rubre-talamiche e cerebello-talamiche e inviando fibre alle aree motrice primaria e secondaria.
Il nucleo ventrale posteriore (VP) è formato dal nucleo posterolaterale (VPL) intercalato alle vie sensitive quali quelle del lemnisco mediale e dei fasci spino-talamici anteriori e laterali i quali costituiscono il lemnisco spinale, e dal nucleo posteromediale (VPM) da cui passano le vie del lemnisco trigeminale, del lemnisco viscerale, delle fibre bulbo-talamiche e, nella parte più mediale le vie per l'informazione gustativa dirette alla cresta dell'insula; insieme, questi due nuclei contengono una rappresentazione topografica completa del corpo. Da questo nucleo partono fibre che partecipano alla radiazione sensitiva che si porta all'area sensitiva primaria.

### Altri nuclei talamici
I nuclei mediali sono connessi con l'ipotalamo periventricolare e la corteccia prefrontale e riceve afferenze dal nucleo ventrale posteriore.
Dei nuclei intralaminari, i più voluminosi sono i nuclei centromediani (CM), che ricevono afferenze dalla corteccia motoria primaria, dai nuclei della base e dalla formazione reticolare, e i nuclei parafascicolari (Pf), che ricevono afferenze dalla corteccia premotoria. Si ritiene che questi nuclei integrino le informazioni corticali e subcorticali del movimento.
Il nucleo reticolare e quelli della linea mediana ricevono afferenze dalla formazione reticolare.
Il corpo genicolato laterale riceve la via ottica e invia fibre alla radiazione ottica, similmente il corpo genicolato mediale riceve la via acustica e invia fibre alla radiazione acustica.

## Aspetti funzionali
- Rappresenta un centro intercalato sulle vie della sensibilità somatica, con funzioni di integrazione e di "arricchimento", grazie alle connessioni col sistema limbico, il quale trasporta contenuti emozionali della percezione sensitiva.
- Regola la componente motoria grazie ai circuiti pallido-talamo-corticale (sistema extrapiramidale) e cerebello-talamo-corticale (regolazione del tono muscolare).
- Attiva la corteccia encefalica.
- Ha una funzione associativa tra aree corticali diverse.